# Benimodo
Benimodo (en valencien et en castillan) est une commune de la province de Valence, dans la Communauté valencienne, en Espagne. Elle est située dans la comarque de la Ribera Alta et dans la zone à prédominance linguistique valencienne. Sa population s'élevait à 2 269 habitants en 2013.

## Géographie

Localisation de Benimodo
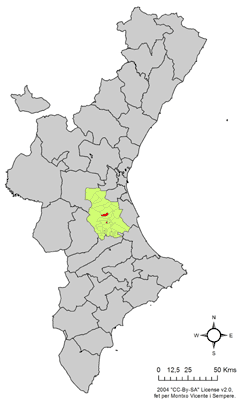
dans la Communauté valencienne.
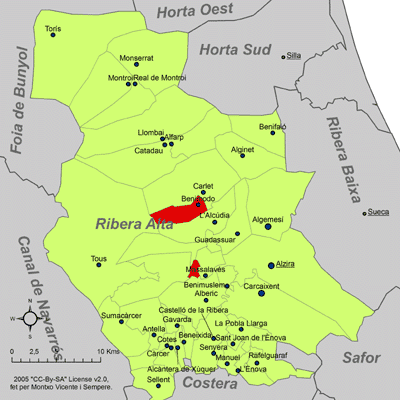
dans la comarque de la Ribera Alta.

### Localités limitrophes
Le territoire municipal de Benimodo est voisin de celui des communes suivantes :
Alberic, Alzira, L'Alcúdia, Carlet, Guadassuar, Massalavés et Tous, toutes situées dans la province de Valence.

### Infrastructures et voies d'accès
La commune de Benimodo est desservie par la ligne 1 du métro de Valence.

## Démographie
| 1990  | 1992  | 1994  | 1996  | 1998  | 2000  | 2002  | 2004  | 2005  | 2006  |
| ----- | ----- | ----- | ----- | ----- | ----- | ----- | ----- | ----- | ----- |
| 1.692 | 1.711 | 1.766 | 1.757 | 1.760 | 1.807 | 1.821 | 2.019 | 2.050 | 2.098 |

## Administration
Liste des maires, depuis les premières élections démocratiques.
| Législature | Nom du Maire             | Parti politique |
| ----------- | ------------------------ | --------------- |
| 1979-1983   | Manuel Bertí             | PSPV-PSOE       |
| 1983-1987   | Manuel Bertí             | PSPV-PSOE       |
| 1987-1991   | Manuel Bertí             | PSPV-PSOE       |
| 1991-1995   | Manuel Bertí             | PSPV-PSOE       |
| 1995-1999   | Manuel Bertí             | PSPV-PSOE       |
| 1999-2003   | Manuel Bertí             | PSPV-PSOE       |
| 2003-2007   | José Luis Sanchis Oliver | PSPV-PSOE       |
| 2007-2011   | José Luis Sanchis Oliver | PSPV-PSOE       |

### Sources
- (es) Cet article est partiellement ou en totalité issu de l’article de Wikipédia en espagnol intitulé « Benimodo » (voir la liste des auteurs).